# Лекаренко, Андрей Прокофьевич
Андрей Проко́фьевич Лекаренко (2 ноября 1895, Благовещенск — 8 января 1978, Красноярск) — русский советский художник, график. Заслуженный художник РСФСР (1967).

## Биография
Учился в 1910-12 годах в Красноярской художественной школе у Дмитрия Каратанова, в 1912-16 годах — в Петербургской школе Общества поощрения художеств у Н. Рериха, А. Рылова и И. Билибина. В 1922 году продолжил образование во ВХУТЕМАСе у Владимира Фаворского и Петра Кончаловского. Являлся участником художественных выставок с 1916 года. После обучения во ВХУТЕМАСе в 1925 году Андрей Лекаренко возвратился в Красноярск.

## Работа, творческая деятельность
Андрей Лекаренко сразу же активно включается в творческую деятельность, много ездит по краю и Сибири. В 1926 году он едет на Енисейский Север для участия в экспедиции по переписи населения. Поездка стала длительной, лишь в 1928 году художник возвращается в Красноярск. Обширный показ двух сотен произведений, созданных за годы пребывания на Крайнем Севере, Лекаренко провел сразу по возвращении с Таймыра (1928) в Енисейске на этнографическо-экономической выставке «Туруханский край». Работы Лекаренко, как прекрасный этнографический материал, были отмечены институтом народов Крайнего Севера Академии наук СССР.
Северный материал на долгие годы вошёл в творчество художника.
На основе многочисленных этюдов, зарисовок, акварелей, начиная с середины 1930-х годов, Андрей Лекаренко стал создавать живописные полотна, посвященные людям и природе Севера. «Охотники-эвенки», «На Таймыре. Нганасан», «Девушка с Таймыра», «На Таймыре». В 1946 году на республиканской, а затем и Всесоюзной художественной выставке «Победа»
экспонировались его пейзажи «Утро на Енисее», «В низовьях Енисея» и «На Таймыре. Нганасан».
Лекаренко первый из сибирских художников показал красоту Саян. Андрей Лекаренко немало работал в портретном жанре. Среди созданного им можно назвать серию автопортретов, замечательный портрет Д. И. Каратанова, выполненный пером и тушью, где
художник великолепно передал характер Дмитрия Иннокентьевича. Особый интерес представляют натурные зарисовки северян: «Нганасан Мунто», «Нганасан Сундампте», «Силкин ненец», «Нганасан Ептудуси», «Нганасан в сакуе», «Мальчик-ненец Семён». Одной из самых значительных работ северного цикла стало монументальное полотно «Пастухи-оленеводы с Таймыра» (1957).
Наиболее сильной стороной его творчества был пейзаж. Целый ряд блестящих монументальных полотен 1940—1960-х годов, повествующих о суровой красоте и мощи сибирской природы, был создан после длительной поездки Лекаренко в Саяны в 1946 году, когда на протяжении более трёх месяцев художник один путешествовал по этой горной стране. Величественная природа предстаёт на холстах «Кедры и дали», «Анжинское Белогорье. Восточные Саяны», «Буйбинский перевал. Усинский тракт», «Хвойная тайга», «Весна в Белогорье. Восточные Саяны». Композиционный приём тонко разработанного переднего плана и панорамы уходящих вдаль горных отрогов, плотная, неяркая, но богато нюансированная гамма зелёных, охристых цветов, великолепные тональные и цветовые отношения делают каждое из саянских полотен подлинным произведением искусства. Появляясь на выставках, эти холсты сразу же привлекали внимание критиков, многочисленных почитателей яркого таланта Андрея Прокофьевича. И можно смело сказать, что полотна его Саянской сюиты внесли большой вклад в развитие сибирского пейзажа.
Много исторических работ Андрей Лекаренко посвятил Красноярску. Он хорошо знал город, любил его, изучал его историю. Старый Красноярск отражён во многих холстах и графических листах, созданных на протяжении всей жизни. В них — город реальный с его конкретными улицами, церквами переплетается с городом, увиденным внутренним взором художника.
Много работ художника хранится в собрании Красноярского государственного художественного музея им. В. И. Сурикова.
Скончался Андрей Лекаренко в городе Красноярске. Похоронен на Бадалыкском кладбище.